# 엘리아나
엘리아나(Elyanna, 2002년 1월 22일 ~ )는 팔레스타인, 칠레의 싱어송라이터이다.

## 음반 목록

### EP
- Elyanna (2020)
- Elyanna II (2022)